# Mezzadria

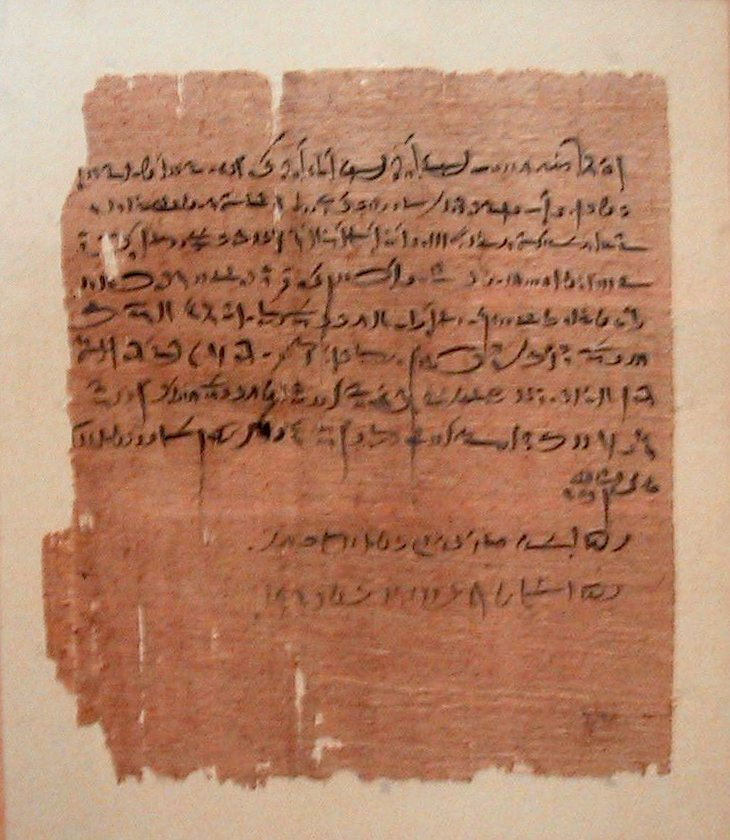
Papiro egizio contenente un contratto di mezzadria, 35º anno di regno di Amasis (533 a.C.)

La mezzadria (da un termine derivante dal latino tardo che indica "colui che divide a metà") è un contratto agrario d'associazione con il quale un proprietario di terreni (chiamato concedente) e un coltivatore (mezzadro) si dividono (normalmente a metà) i prodotti e gli utili di un'azienda agricola (podere). Il comando dell'azienda spetta al concedente. Nel contratto di mezzadria, il mezzadro rappresenta anche la sua famiglia (detta famiglia colonica).
Podere, famiglia colonica, casa rurale e proprietà costituivano una struttura armonica e indivisibile con obblighi, diritti e doveri per le parti contraenti. A guidare la ripartizione del profitto era il principio "della metà". In alcuni casi questo principio è andato incontro a distorsioni a vantaggio del concedente fino a dar luogo, nelle aree sovraffollate (dove i terreni non sostenevano l'aumento demografico) e a bassa produttività, a forme larvate di lavoro subalterno.
Una sottospecie della mezzadria è la colonia parziaria, dove il coltivatore (qui chiamato colono) contrae però obblighi solo per sé stesso e non anche per la sua famiglia. Concettualmente analogo è infine il rapporto di soccida, che non riguarda però un terreno, bensì una mandria o un gregge di bestiame, con o senza conferimento di pascoli. Le due parti del contratto si chiamano qui rispettivamente soccidante e soccidario.

## Diritto
Nell'ordinamento italiano, la mezzadria e i contratti simili sono regolati dagli art. 2141 e ss. del codice civile. La legge 15 settembre 1964, n. 756, vieta però - a far data dal 23 settembre 1964 - la stipulazione di nuovi contratti di mezzadria, colonia parziaria o soccida, mentre la legge 3 maggio 1982, n. 203, prevede la conversione di quelli esistenti (entro quattro anni dall'entrata in vigore della legge) in contratti di affitto a coltivatore diretto, dietro richiesta di anche una sola delle parti.

## Storia
La mezzadria si diffuse a partire dal basso Medioevo in varie parti d'Europa, come rapporto produttivo inquadrato nel sistema feudale. In Italia fu particolarmente importante in Emilia-Romagna, nelle Marche, in Toscana e in Umbria. Assicurando al proprietario del fondo una congrua rendita senza bisogno di grandi investimenti, la mezzadria costituì a lungo un freno all'introduzione di metodi imprenditoriali nell'agricoltura, con la conseguenza di una bassa produttività dei terreni. Per questo motivo, i legislatori moderni hanno ovunque cercato di abolire o quantomeno disincentivare questa forma di rapporto.
Dal punto di vista storico, tuttavia, il ricorso alla mezzadria fu proprio tipico di zone in cui fu presente uno sviluppo delle tecniche agronomiche e pertanto la mezzadria è giudicata come fase di passaggio dall'agricoltura tradizionale a quella contemporanea. Nella Ferrara della metà del XV secolo venivano insediati mezzadri in terreni all'interno di bonifiche recenti con lo scopo di provvedere alla manutenzione, al completamento dell'opera di bonifica e quindi aumentando nel tempo il valore dei poderi ottenuti in concessione.
Il contratto di mezzadria è stato al centro di una polemica secolare tra i sostenitori, che vi hanno additato uno strumento di evoluzione imprenditoriale dei ceti contadini, e gli avversari, che vi hanno denunciato un residuo di sopraffazione medioevale che avrebbe ritardato il progresso agricolo. Si può rilevare che il primo critico dell'istituto è stato il marchese fiorentino Cosimo Ridolfi che, nelle Lezioni orali di Agraria, che tenne, per due anni, la domenica, a Empoli, ad un pubblico di proprietari e fattori, analizzò con chiarezza esemplare i vantaggi ed i limiti del contratto, proponendone un giudizio di equilibrio tale che nessuno, forse, dei critici e dei fautori successivi, avrebbe ripetuto. Tra gli ultimi grandi promotori della mezzadria troviamo il liberale Sidney Sonnino e il regime fascista.
Simile al mezzadro era, nella società feudale, il "manente": questo termine definiva un lavoratore agricolo che risiedeva in un terreno non di sua proprietà, che coltivava e di cui divideva gli utili col proprietario. Dopo la seconda guerra mondiale l'istituto della mezzadria fu contestato soprattutto dalle forze politiche di sinistra con scontri anche duri, specialmente in alcune aree

## Filmografia
- Cielo sulla palude di Augusto Genina (1949)
- Novecento di Bernardo Bertolucci (1976)
- L'albero degli zoccoli di Ermanno Olmi (1978)
- Lazzaro felice di Alice Rohrwacher (2018)

## Testi normativi
- Codice civile